# Гонашвили, Гамлет Дмитриевич
Гамлет Дмитриевич Гонашвили (груз. ჰამლეტ დიმიტრის ძე გონაშვილი , 20 июня 1928, Анага, Грузинская ССР, СССР — 25 июля 1985, там же) — грузинский советский музыкант, народный исполнитель и педагог, был провозглашен «Голосом Грузии». Народный артист Грузинской ССР (1980). Исполнитель народных песен Картли и Кахетии, был солистом Национального Ансамбля Песен и Танцев Грузии и ансамбля «Рустави». Известен своим широким диапазоном голоса и мастерскими навыками пения в сочетании со специфическим тембром.

## Биография
Гамлет Гонашвили родился 20 июня 1928 года в селе Анага, в восточной части Грузии, СССР, в семье учителя. В 1947 года уезжает в Тбилиси, где поступил в Педагогический институт, одновременно изучая хоровое пение во Втором музыкальном училище имени Закарии Палиашвили. После получения диплома в институте в течение трёх лет (1950—1953), работал в Грузинском туристическом бюро. В 1953 году присоединился к Национальному Ансамблю Песен и Танцев Грузии. В то же время, он поступил в Театр Шота Руставели и Государственный университет киноискусства. С 1969 года — солист всемирно известного ансамбля «Рустави».
Скончался 25 июля 1985 года от травм, полученный при падении с яблони в собственном саду.

## Видео
- ჰამლეტ გონაშვილი – თუ ასე ტურფა იყავი/Hamlet Gonashvili – Tu ase Turfa iyavi на YouTube
- ჰამლეტ გონაშვილი – წინწყარო // Hamlet Gonashvili – Tsintskaro на YouTube
- ჰამლეტ გონაშვილი – ოროველა/Hamlet Gonashvili – Orovela на YouTube